# Archidiocèse d'Astana

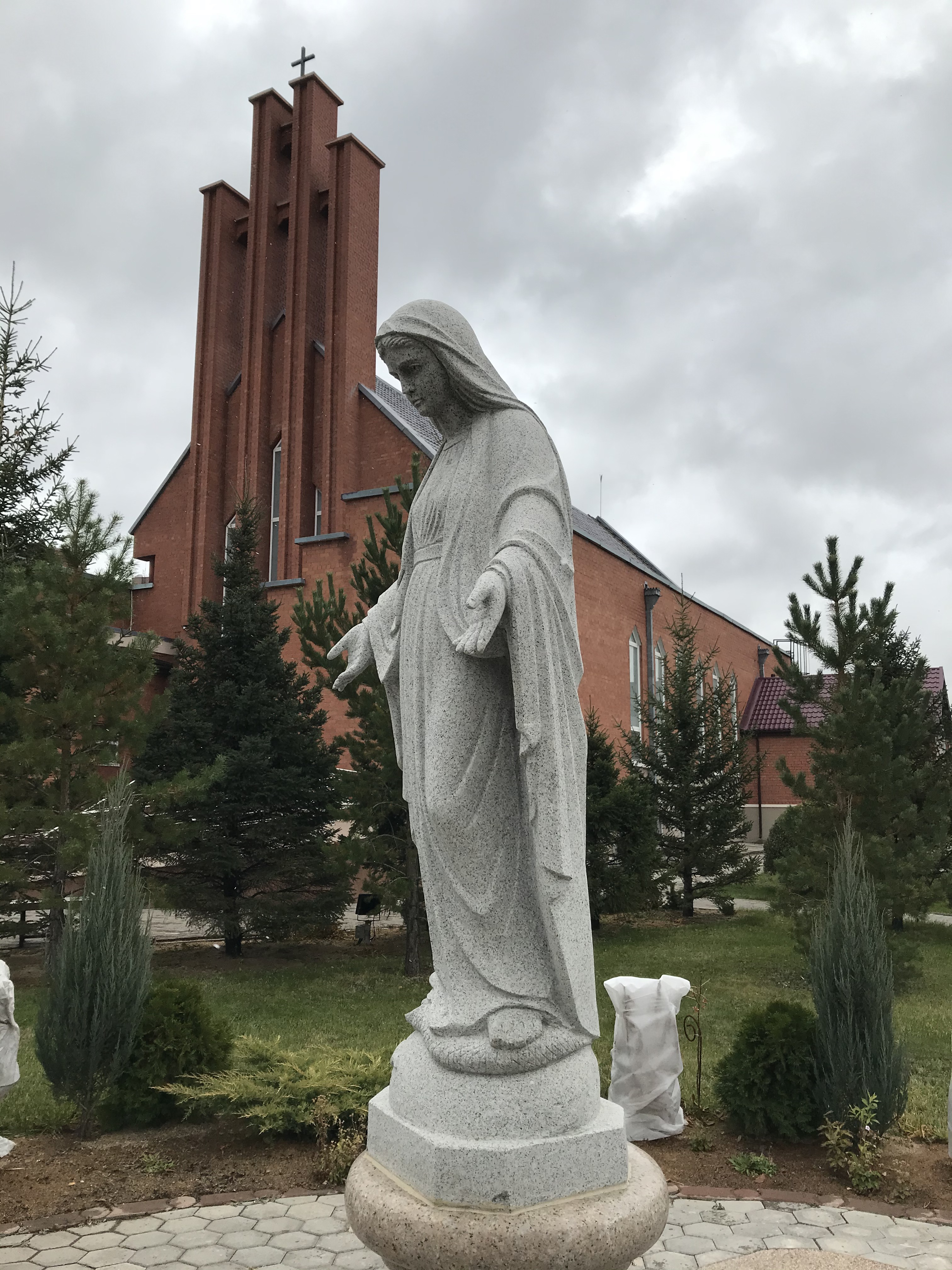
La cathédrale d'Astana.

L'archidiocèse d'Astana (Archidioecesis Sanctae Mariae in Astanansis), ou archidiocèse de la Très-Sainte-Vierge-Marie, est un siège métropolitain de l'Église catholique au Kazakhstan, dont la cathédrale est la cathédrale Notre-Dame-du-Perpétuel-Secours d'Astana, capitale du pays.

## Territoire
Avec le diocèse de Karaganda, le diocèse d'Almaty et l'administration apostolique d'Atyraou, il couvre tout le territoire du pays. L'archidiocèse d'Astana quant à lui, qui recouvre la partie nord-est du pays (576 400 km2), est partagé entre plusieurs doyennés:
- Le doyenné d'Astana (doyen: abbé Pawel Blok)
  - Astana - Paroisse Notre-Dame-du Perpétuel-Secours (curé: Roland Jacquenoud)
  - Astana - Paroisse Mère-des-Nations
  - Archaly - Paroisse Saint-Pascal[1]
  - Astrakhanka - Paroisse Sainte-Anne
  - Akkol - Paroisse du Sacré-Cœur
  - Chortandy - Paroisse de l'Immaculée-Conception[2]
  - Kamychenka - Paroisse Notre-Dame-de-Czestochowa[3]
  - Malinovka (Akmol) - Paroisse Notre-Dame-du-Rosaire

- Le doyenné de Kokchetaou
  - Atbassar - Paroisse du Saint-Esprit
  - Chtchoutchinsk - Paroisse Saint-Abraham
  - Kokchetaou - Paroisse Saint-Antoine
  - Makinsk - Paroisse Saint-Joseph
  - Stepnogorsk - Paroisse Notre-Dame-de-Fatima
- Le doyenné de Kostanaï
  - Arkalyk - Paroisse de Jésus-Miséricordieux
  - Kostanaï - Paroisse de l'Assomption-de-la-Bienheureuse-Vierge-Marie
  - Lissakovsk - Paroisse du Sacré-Cœur
  - Roudny - Paroisse Saint-Padre-Pio
- Le doyenné de Pavlodar
  - Aksou - Paroisse de la Miséricorde-Divine
  - Charbakty - Paroisse Sainte-Marie-Auxiliatrice
  - Ekibastouz - Paroisse Saint-Jean-Baptiste
  - Krasnoarmeïka - Paroisse Sainte-Maria-Goretti
  - Pavlodar - Paroisse Sainte-Thérèse-de-l'Enfant-Jésus
  - Terenkol - Paroisse Saint-François-d'Assise
- Le doyenné de Petropavlovsk
  - Kellerovka - Paroisse Saint-François-d'Assise
  - Korneïevka - Paroisse des Saints-Cœurs-de-Jésus-et-Marie
  - Ozernoïe - Paroisse Notre-Dame-de-la-Paix
  - Ozernoïe - Prieuré des bénédictins missionnaires
  - Petropavlovsk - Paroisse de la Sainte-Trinité
  - Saoumalkol - Paroisse de la Miséricorde-Divine
  - Smirnovo - Paroisse de Jésus-Bon-Pasteur
  - Taïyncha - Paroisse de la Sainte-Famille
  - Tchkalovo - Paroisse des Saints-Apôtres-Pierre-et-Paul
  - Tonkochourovka - Paroisse Saint-Laurent
  - Yasnaïa Poliana - Paroisse Notre-Dame-du-Perpétuel-Secours
  - Zelionny Gaï - Paroisse de la Pentecôte

L'archidiocèse comprend 34 paroisses depuis 2006.
Il existe en plus trois paroisses uniates (de rite orthodoxe rattachées à Rome, dites de rite grec-catholique, ou byzantin): l'une à Astana, une autre à Pavlodar et la troisième au village de Chiderty dépendant d'Ekibastouz près de Pavlodar. Elles dépendent de l'Église grecque-catholique ukrainienne et disposent de cinq prêtres.

## Historique
L'administration apostolique d'Astana est érigée le 7 juillet 1999 par la bulle pontificale Ad aptius consulendum du pape Jean-Paul II, recevant son territoire de l'administration apostolique du Kazakhstan (aujourd'hui diocèse de Karaganda). Le pape Jean-Paul II se rend en visite pastorale au Kazakhstan en 2001.
Le 17 mai 2003 par la bulle In Cazakistania fidelium de Jean-Paul II, l'administration apostolique est élevée au rang d'archidiocèse métropolitain et prend son nom actuel.

## Statistiques
Selon l'annuaire pontifical de 2013:
- Paroisses: 34
- Habitants: 3 702 000
- Catholiques: 65 900 (1,8% de la population)
- Prêtres diocésains: 19
- Prêtres issus de congrégations religieuses: 22
- Diacre permanent: 1
- Nombre de baptisés par prêtre: 1.607
- Frères de congrégations religieuses: 27
- Religieuses: 72

## Ordinaires
- Tomasz Peta[4], administrateur apostolique (1999-2003), puis archevêque d'Astana depuis 2003.
  - Athanasius Schneider, évêque auxiliaire d'Astana depuis 2011.